# Jan van Deene
Johannes Franciscus (Jan) van Deene (Amsterdam, 17 februari 1886 – aldaar, 13 februari 1977) was een Nederlandse kunstschilder, kunsthandelaar en schrijver. Zijn vroege kunst was abstract; hij wordt gezien als de eerste abstracte Nederlandse schilder, en met Jacob Bendien als grondlegger van absolute schilderkunst. Behalve schilderen schreef Van Deene artikelen voor diverse media en verzorgde hij materiaal voor encyclopedieën en andere boekwerken. 

## Biografie
Jan van Deene was een zoon van Gerardus Johannes van Deene en Hermina Geertruida Geurdes.
Tijdens zijn middelbareschooltijd, toen hij al bevriend was met zijn latere collega Arnold Davids (Amsterdam, 1887 – Auschwitz, 1942), wilde Van Deene al kunstenaar worden, maar zijn vader vond dat een te onzekere toekomst. Hij slaagde in juli 1904 voor het toelatingsexamen van de Amsterdamse Teekenschool voor Kunstambachten, waarna hij een opleiding tot tekenonderwijzer genoot aan de Rijksnormaalschool voor Teekenonderwijzers (1904-1908). Hij behaalde in 1908 ook een akte "Handteekenen en perspectief." Ten slotte ging hij in 1908 naar de Rijksakademie van beeldende kunsten, maar maakte die opleiding niet af.
Hierna kon hij geen baan als tekenleraar krijgen, en daarom probeerde hij zich als vrij kunstenaar te ontwikkelen. In deze jaren voor de Eerste Wereldoorlog wijdde hij zich uitsluitend aan de schilderkunst, waarvoor hij in Parijs verbleef. Hij bezoekt exposities van Cezanne, Van Gogh en Van Dongen en besloot naar Parijs te gaan, waar hij ging experimenteren in de Vrije Akademie. In Parijs ontmoette hij gelijkgestemden, waaronder Conrad Kickert, Lodewijk Schelfhout, Jacob Bendien en de beeldhouwer John Rädecker. In lijn met de Fauvisten zochten Bendien - die later met Van Deene's zus zou trouwen - en Van Deene naar een manier om zuivere kleuren in vlakken met een duidelijke begrenzing weer te geven, eerst in figuratieve werken, portretten en landschappen, maar later zuiver abstract. Van Deene vergeleek deze abstracte kunst met muziek. In de programmatische muziek wordt een gevoel of een gebeurtenis uitgebeeld, terwijl het in de absolute muziek alleen gaat om de muziek zelf. In analogie noemde hij zijn abstracte kunst 'absolute schilderkunst.'  Het abstracte werk van Van Deene kreeg titels die geen enkel gevoel of onderwerp weergaven, maar titels zoals Peinture VII of Schilderij.
Van Deene en Jacob Bendien ontwikkelden dus samen de ‘absolute schilderkunst’, geheel abstracte composities. Beiden worden gezien als de eerste volledig abstract werkende Nederlandse kunstenaars. Volgens een artikel in de Volkskrant uit 1977 zouden zij er niet van op de hoogte zijn geweest dat Wassily Kandinsky in 1910 de eerste abstracte schilderijen had gemaakt. Ludo van Halem, conservator 20ste-eeuwse kunst in het Rijksmuseum, constateerde echter in zijn monografie uit 1923 dat Van Deene zeker een aantal Improvisations van Kandinsky had gezien in de Salon des Indépendents van 1912. Ook zag hij dat jaar waarschijnlijk abstract werk van František Kupka in de Salon d’Automne. 

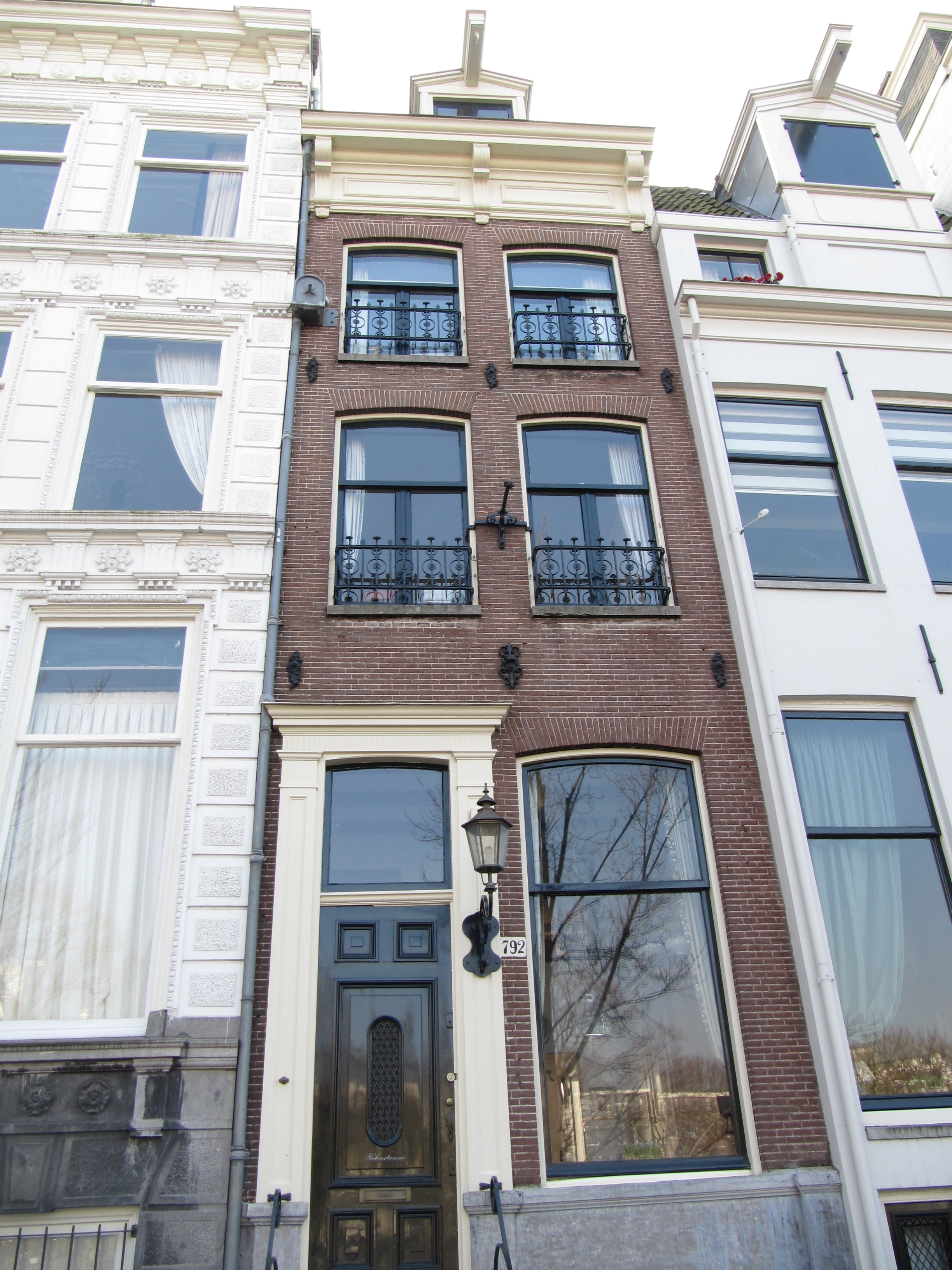
De kunstzaal J.F. van Deene was in 1922 gevestigd aan de Prinsengracht 792, Amsterdam.

Van Deene exposeerde in 1913 samen met collega's uit zijn netwerk zijn abstracte werken op een tentoonstelling van De Onafhankelijken in Amsterdam. Het werk werd in de pers verguisd. Er was geen enkele bekende kunstrecensent positief over de werken, en geen enkele kunsthandelaar zag er brood in. Critici noemden de werken onder andere "zeepbellen". Als reactie daarop schreven Van Deene en Bendien een pamflet, waarin zij hun visie op de absolute schilderkunst toelichtten. De waarde van het abstracte werk werd pas veel later erkend. Zo werd Van Deene's Peinture VII (1913) bijvoorbeeld pas in 2019 opgenomen in de collectie van het Rijksmuseum. Door de slechte ontvangst stopte hij tijdelijk met schilderen en begon daarmee weer in de periode 1925 - 1930.
In 1914 vestigde hij zich weer in Amsterdam, waar hij in de periode van 1921 tot '28 een handel in Franse kunst bestierde. Zo vestigde hij in 1921 de Galerie d'art français in een deel van het huis van Conrad Kickert. Onder andere exposeerde hij werk van zijn zwager, Kasper Niehaus.
Hij organiseerde meer dan vijftig exposities met moderne kunst. Volgens een koninklijke archivaris was Van Deene voornamelijk stillevenschilder, hoewel hij ook andere onderwerpen koos, zoals portretten en landschappen.
Hiernaast publiceerde hij artikelen, voornamelijk over Franse kunst, in tijdschriften als Elsevier, Maandblad voor Beeldende Kunsten, Kroniek voor Kunst en Kultuur, en kranten als De Telegraaf en Groene Amsterdammer. Voor het Handelsblad was hij sinds 1934 kunstcriticus. Zijn latere werk bestond uit stillevens, landschappen en portretten, en gebruikte hij zowel een abstracte als een figuratieve stijl.
In 1938 opende Van Deene, als voorzitter van de Vereniging van Nederlandse Beeldende Kunstenaren "De Brug" een expositie in het Stedelijk Museum, waar speciaal aandacht werd gegeven aan het werk van Sal Meyer. In 1939 trad hij af als voorzitter van "De Brug."
Tijdens de Tweede Wereldoorlog schreef Van Deene recensies over exposities in verschillende kranten. In deze periode was hij ook bestuurder van De Onafhankelijken. Als bestuurder werd hij na de bevrijding door de Eereraad voor de beeldende kunsten verantwoordelijk gehouden voor de voortijdige aanmelding van de vereniging bij de door de Duitse bezetter ingestelde Nederlandsche Kultuurkamer en het vormen van een Raad van Advies, hetgeen het tot stand komen van deze Kultuurkamer had bevorderd en daarmee de weerstand van de Nederlandse beeldende kunstenaars in de oorlog verzwakt had. Om deze reden werd hem in januari 1946 voor 1,5 jaar - tot 5 mei 1947 - door de Eereraad verboden om bestuursfuncties te bekleden. Na hoger beroep werd deze uitspraak echter in december 1947 vernietigd door de Centrale Ereraad voor de Kunst.
In 1949 werd Van Deene voorzitter van de Nederlandse Federatie van Beeldende Kunstenaarsverenigingen. In die rol kwam hij in conflict met de directeur van het Stedelijk Museum Amsterdam, Sandberg, over diens expositiebeleid. In 1959 werd Van Deene bij zijn aftreden benoemd tot erelid van de Federatie.
Van Deene bleef exposeren, o.a. met tekeningen in 1952. In 1953 vond een eretentoonstelling van zijn werk plaats in het Stedelijk Museum te Amsterdam, georganiseerd door "De Brug". Het Algemeen Handelsblad schreef bij die gelegenheid dat hij in zijn werk van breed opgezette abstracte composities teruggekeerd is naar "naturalistische, zelfs wel anekdotische uitbeeldingen, welke echter niet de durf hebben van hetgeen hij aanvankelijk deed."
Na zijn overlijden in 1977 werd het werk van Van Deene enkele malen geëxposeerd, samen met dat van andere kunstenaars, onder andere in combinatie met werk van Jacob Bendien in 1985.

## Persoonlijk
Op 20 april 1922 trouwde Van Deene in Amsterdam met Anna Maria ten Oort.

## Oeuvre

### Schilderwerk
Werk van Van Deene is onder andere in het bezit van het Rijksmuseum Amsterdam, het Stedelijk Museum Amsterdam en het Centraal Museum in Utrecht.

### Publicaties
Hieronder een lijst met publicaties, mogelijk niet compleet.
- Tweede tot en met twaalfde deel van de rubriek 'Moderne schilderkunst (19e en 20e eeuw)' van Winkler Prins' Algemeene Encyclopaedie (5e druk)
- Ingres, Elseviers Geïllustreerd Maandschrift. Jaargang 36 (1926)
- Claude Monet, Elseviers Geïllustreerd Maandschrift. Jaargang 37 (1927)
- Ingres en Delacroix, een boekwerkje voor de serie Franse Kunst door H.J. Paris, Amsterdam (1928)
- Géricault, Elseviers Geïllustreerd Maandschrift. Jaargang 38 (1928)
- Delacroix Elseviers Geïllustreerd Maandschrift. Jaargang 40 (1930)
- David, Elseviers Geïllustreerd Maandschrift. Jaargang 40 (1930)
- Wereldkennis, Elseviers Geïllustreerd Maandschrift. Jaargang 42 (1932)
- De aankondiging, (fragment uit een mythologisch epos) De Nieuwe Gids. Jaargang 47 (1932)
- Nachtelijke wandeling, De Nieuwe Gids. Jaargang 47 (1932)
- Het opperste egoïsme, Elseviers Geïllustreerd Maandschrift. Jaargang 43 (1933)
- De school des levens, Elseviers Geïllustreerd Maandschrift. Jaargang 43 (1933)
- Geluk door geestkracht, Elseviers Geïllustreerd Maandschrift. Jaargang 44 (1934)
- Verzen, De Nieuwe Gids. Jaargang 51 (1936)